# Комета (теплоход)
«Коме́та» — серия советских морских пассажирских теплоходов на подводных крыльях, разработанных Центральным конструкторским бюро по СПК под руководством Ростислава Алексеева в 1962 году. Представляет собой глубокую модификацию речных СПК проекта 342 «Метеор» для морских условий эксплуатации. Первое в СССР скоростное судно такого класса. Теплоходы серии «Комета» серийно производились на Потийской судоверфи в 1962—1992 годах и на Феодосийском судостроительном заводе «Море» в 1964—1981 годах, массово эксплуатировались как в СССР, так и за рубежом, особенно в средиземноморском регионе.

## История
После создания весьма успешных скоростных речных судов на подводных крыльях (СПК) «Ракета» (1957 г.) и «Метеор» (1959 г.) Центральное конструкторское бюро по СПК в Горьком начало разработку аналогичного судна для морских сообщений. Результаты испытаний «Метеора» в морских условиях в районе Феодосии показали необходимость серьёзных конструктивных доработок для повышения прочности корпуса и мореходных качеств. Новое морское судно получило название «Комета». В нём сохранились основные конструкционные и компоновочные решения «Метеора», но для корпуса был использован новый сплав, более устойчивый к коррозии в морской воде, клёпаные соединения заменены сварными, были немного изменены обводы корпуса и полностью переработана крыльевая система. Переднее крыло стало V-образным с дополнительной парой стабилизирующих плоскостей, добавлено среднее стартовое крыло. Немного уменьшилась максимальная пассажировместимость (118 человек вместо 124), а на корме была оборудована открытая прогулочная палуба, на которой в ряде случаев размещались спасательные шлюпки.
Высокооборотные дизельные двигатели для теплохода поставлялись ленинградским заводом «Звезда».Как и в судах серии «Метеор», в первых теплоходах «Комета» проекта 342М использовались атмосферные дизели М-400 мощностью 800 лошадиных сил при 1600 оборотах в минуту. Позднее в проектах 342М, 342МЭ, 342МТ, 342МС применялись турбодизели марки М-401А с газотурбинным наддувом, развивавшие мощность 1100 лошадиных сил при 1600 оборотах в минуту, привод на гребные винты был через реверс-муфту без редукции, но использовались гребные винты с изменяемым шагом для облегчения выхода на крыло, масса турбодизелей составляла по 1200 килограммов, расход топлива часовой у спарки дизелей 340—350 литров в час, рабочий объём 61 литр.
В результате изменений крыльевой системы существенно увеличился как надводный габарит при ходе на крыльях, так и максимальная осадка (3,6 м по сравнению с 2,35 м у «Метеора»). По этой причине «Комета» была малопригодна для эксплуатации на внутренних водных путях, став специализированным морским судном. Исключением было использование «Комет» на Онежском озере и Байкале, а также на Куйбышевском водохранилище, где имелись достаточные глубины и были актуальны повышенные, по сравнению с речными СПК, мореходные качества.

## Комета-120М
В 2013 на судостроительном заводе «Вымпел» в Рыбинске состоялась закладка морского судна нового поколения на подводных крыльях — «Комета-120М» проекта 23160. 20 октября 2017 года первая «Комета-120М» (заводской номер 02701) была спущена на воду. В проекте 23160 при строительстве были использованы два немецких турбодизеля MTU 12V396 TC82 мощностью 820 киловатт (1115 лошадиных сил) при 1500 оборотах в минуту, масса турбодизелей по 3610 килограммов каждый, рабочий объём — 47,4 литра, часовой расход у спарки турбодизелей — 320 литров.
На июнь 2024 года построено 5 судов «Комета-120М».